# Escaladă la Jocurile Olimpice de vară din 2024 - combinata masculină
Proba masculină de escaladă combinată de la Jocurile Olimpice de vară din 2024 a avut loc în perioada 5-9 august 2024 la Arena Le Bourget Sport Climbing, Paris.

## Program
Orele sunt ora Franței (UTC+1) 
| Data                    | Timp  | Etapă                 |
| ----------------------- | ----- | --------------------- |
| Luni, 5 august 2024     | 09:00 | Semifinale bouldering |
| Miercuri, 7 august 2024 | 09:00 | Semifinale lead       |
| Vineri, 9 august 2024   | 09:15 | Finala bouldering     |
| Vineri, 9 august 2024   | 11:35 | Finala lead           |

## Rezultate

### Semifinale în proba bouldering
Semifinala Bouldering a avut loc la 5 august 2024.
| Loc | Sportiv                      | Boulder | Boulder | Boulder | Boulder | Total |
| Loc | Sportiv                      | 1       | 2       | 3       | 4       | Total |
| --- | ---------------------------- | ------- | ------- | ------- | ------- | ----- |
| 1   | Sorato Anraku (JPN)          | 24,9    | 25,0    | 9,5     | 9,6     | 69,0  |
| 2   | Tomoa Narasaki (JPN)         | 9,8     | 10,0    | 9,8     | 24,8    | 54,4  |
| 3   | Toby Roberts (GBR)           | 9,8     | 9,7     | 9,9     | 24,7    | 54,1  |
| 4   | Sam Avezou (FRA)             | 10,0    | 10,0    | 4,8     | 24,4    | 49,2  |
| 5   | Adam Ondra (CZE)             | 9,6     | 9,6     | 4,7     | 24,8    | 48,7  |
| 6   | Jakob Schubert (AUT)         | 24,9    | 9,9     | 5,0     | 4,9     | 44,7  |
| 7   | Hannes Van Duysen (BEL)      | 10,0    | 9,8     | 4,8     | 9,7     | 34,3  |
| 8   | Hamish McArthur (GBR)        | 9,9     | 10,0    | 9,3     | 5,0     | 34,2  |
| 9   | Paul Jenft (FRA)             | 4,9     | 9,9     | 9,8     | 9,5     | 34,1  |
| 10  | Dohyun Lee (KOR)             | 9,6     | 9,9     | 9,5     | 5,0     | 34,0  |
| 11  | Colin Duffy (USA)            | 10,0    | 9,9     | 9,1     | 4,8     | 33,8  |
| 12  | Yannick Flohé (GER)          | 10,0    | 10,0    | 4,9     | 4,8     | 29,7  |
| 13  | Pan Yufei (CHN)              | 4,9     | 9,6     | 5,0     | 9,5     | 29,0  |
| 14  | Alberto Ginés López (ESP)    | 9,9     | 9,7     | 4,1     | 5,0     | 28,7  |
| 15  | Alexander Megos (GER)        | 5,0     | 9,7     | 5,0     | 5,0     | 24,7  |
| 16  | Sascha Lehmann (SUI)         | 4,5     | 5,0     | 9,5     | 5,0     | 24,0  |
| 17  | Luka Potočar (SLO)           | 0,0     | 9,6     | 5,0     | 5,0     | 19,6  |
| 18  | Jesse Grupper (USA)          | 0,0     | 9,6     | 4,5     | 4,8     | 18,9  |
| 19  | Campbell Harrison (AUS)      | 0,0     | 4,4     | 0,0     | 5,0     | 9,4   |
| 20  | Mel Janse van Rensburg (RSA) | 0,0     | 0,0     | 4,7     | 4,7     | 9,4   |

### Semifinale în proba lead
Semifinala în proba Lead a avut loc pe 7 august.
| Loc | Sportiv                      | Puncte lead |                           |      |
| --- | ---------------------------- | ----------- | ------------------------- | ---- |
| Loc | Sportiv                      | 1           | Alberto Ginés López (ESP) | 72,0 |
| 2   | Toby Roberts (GBR)           | 68,1        |                           |      |
| 2   | Adam Ondra (CZE)             | 68,1        |                           |      |
| 4   | Sorato Anraku (JPN)          | 68,0        |                           |      |
| 5   | Paul Jenft (FRA)             | 57,0        |                           |      |
| 6   | Jakob Schubert (AUT)         | 54,1        |                           |      |
| 6   | Colin Duffy (USA)            | 54,1        |                           |      |
| 8   | Hamish McArthur (GBR)        | 45,1        |                           |      |
| 9   | Yannick Flohé (GER)          | 39,1        |                           |      |
| 10  | Pan Yufei (CHN)              | 30,1        |                           |      |
| 11  | Alexander Megos (GER)        | 24,0        |                           |      |
| 11  | Luka Potočar (SLO)           | 24,0        |                           |      |
| 13  | Campbell Harrison (AUS)      | 14,0        |                           |      |
| 14  | Sam Avezou (FRA)             | 12,1        |                           |      |
| 14  | Sascha Lehmann (SUI)         | 12,1        |                           |      |
| 14  | Tomoa Narasaki (JPN)         | 12,1        |                           |      |
| 17  | Dohyun Lee (KOR)             | 12,0        |                           |      |
| 17  | Jesse Grupper (USA)          | 12,0        |                           |      |
| 17  | Hannes Van Duysen (BEL)      | 12,0        |                           |      |
| 20  | Mel Janse van Rensburg (RSA) | 7,1         |                           |      |

### Clasament semifinale
După ambele semifinale, punctajele fiecărui sportiv au fost adunate pentru a calcula un punctaj total. Cei opt concurenți cu cel mai mare punctaj s-au calificat în finală.
| Loc | Sportiv                      | Total puncte | Note |
| --- | ---------------------------- | ------------ | ---- |
| 1   | Sorato Anraku (JPN)          | 137,0        | C    |
| 2   | Toby Roberts (GBR)           | 122,2        | C    |
| 3   | Adam Ondra (CZE)             | 116,8        | C    |
| 4   | Alberto Ginés López (ESP)    | 100,7        | C    |
| 5   | Jakob Schubert (AUT)         | 98,8         | C    |
| 6   | Paul Jenft (FRA)             | 91,1         | C    |
| 7   | Colin Duffy (USA)            | 87,9         | C    |
| 8   | Hamish McArthur (GBR)        | 79,3         | C    |
|     |                              |              |      |
| 9   | Yannick Flohé (GER)          | 68,8         |      |
| 10  | Tomoa Narasaki (JPN)         | 66,5         |      |
| 11  | Sam Avezou (FRA)             | 61,3         |      |
| 12  | Pan Yufei (CHN)              | 59,1         |      |
| 13  | Alexander Megos (GER)        | 48,7         |      |
| 14  | Hannes Van Duysen (BEL)      | 46,3         |      |
| 15  | Dohyun Lee (KOR)             | 46,0         |      |
| 16  | Luka Potočar (SLO)           | 43,6         |      |
| 17  | Sascha Lehmann (SUI)         | 36,1         |      |
| 18  | Jesse Grupper (USA)          | 30,9         |      |
| 19  | Campbell Harrison (AUS)      | 23,4         |      |
| 20  | Mel Janse van Rensburg (RSA) | 16,5         |      |

### Finala
Finala la probele de lead și bouldering a avut loc pe 9 august 2024.
| Loc | Sportiv                   | Puncte bouldering | Puncte lead | Total puncte |
| --- | ------------------------- | ----------------- | ----------- | ------------ |
| 1   | Toby Roberts (GBR)        | 63,1              | 92,1        | 155,2        |
| 2   | Sorato Anraku (JPN)       | 69,3              | 76,1        | 145,4        |
| 3   | Jakob Schubert (AUT)      | 43,6              | 96,0        | 139,6        |
| 4   | Colin Duffy (USA)         | 68,3              | 68,1        | 136,4        |
| 5   | Hamish McArthur (GBR)     | 53,9              | 72,0        | 125,9        |
| 6   | Adam Ondra (CZE)          | 24,1              | 96,0        | 120,1        |
| 7   | Alberto Ginés López (ESP) | 24,1              | 92,1        | 116,2        |
| 8   | Paul Jenft (FRA)          | 24,4              | 54,0        | 78,4         |